# Spoorlijn Nordenham - Eckwarderhörne
De Spoorlijn Nordenham – Eckwarderhörne (Duits: Butjadinger Bahn, Platduuts: Butjenter Bahn) was een normaalsporige spoorlijn op het schiereiland Butjadingen in het noorden van Nedersaksen.

## Geschiedenis
Tot de twintigste eeuw was de verkeerssituatie in Butjadingen zeer matig. Er waren nauwelijks verharde wegen en dus geen betrouwbare verbinding tussen de vele kleine plaatsjes op het schiereiland onderling en met de stad Nordenham, die al sinds 1870 middels de spoorweg tussen Brake, Hude en Bremen op het spoorwegnetwerk van Großherzoglich Oldenburgischen Eisenbahn was aangesloten. Vooral landbouwproducten uit Butjadingen konden hiermee worden vervoerd.
Om deze redenen ontstonden er in de jaren na 1900 versterkte initiatieven voor een betere aansluiting van het noordelijke achterland van Nordenham. Nadat begin 1906 de Oldenburgse regering had besloten een spoorlijn van Varel naar Rodenkirchen aan te leggen, besloot de Butjadinger Amtsrat op 2 november 1906 een spoorlijn tussen Nordenham, Stollhamm, Tossens en Eckwarderhörne aan te leggen.
Na de afgifte van de bouwvergunning kon aan het begin van de zomer van 1907 met de aanleg begonnen worden. Het ontbreken van bouwvergunningen, met name voor kleine bruggen, hinderde de aanleg echter sterk, reden dat pas op 15 augustus 1908 de spoorverbinding kon worden geopend.
Tussen de Eerste en Tweede Wereldoorlog reden er weinig treinen totdat de vervoerscijfers na de Tweede Wereldoorlog in het bijzonder door de hamsterreizen (het persoonlijk ophalen van voedsel) tot nieuwe recordhoogten steeg.
Het definitieve einde voor het verkeer van personen kwam in 1956. In dat jaar werd het goederenvervoer aan de Deutsche Bundesbahn overgedragen. De DB vervoerde nog tot het einde van 1959 goederen tot aan Eckwarden, daarna bleef alleen nog het overgebleven traject tot aan Stollhamm over. In 1968 werd ook het goederenvervoer stopgezet en het traject gesloten.
Het gedeelte tussen Nordenham en Stollhamm van de voormalige spoorweg werd herbouwd en in gebruik genomen als mountainbike-parcours en als onderdeel van het uitgebreide netwerk van fietspaden voor de toeristen in Butjadingen. In veel dorpen langs het oude tracé staan de oude stationsgebouwen nog, die nu deels gebruikt worden als restaurants.